# Mellrichstadter Forst

Lage im Landkreis Rhön-Grabfeld

Der Mellrichstadter Forst ist ein 4,14 km² großes gemeindefreies Gebiet im Landkreis Rhön-Grabfeld im bayerischen Grabfeld. Das Gebiet ist komplett bewaldet.

## Geografie

### Lage
Der Mellrichstadter Forst liegt etwa zwölf Kilometer nordwestlich der namensgebenden Stadt Mellrichstadt, zwischen Rhön und Grabfeld. Durch das gemeindefreie Gebiet fließt die Sulz. Die höchste Erhebung im Mellrichstadter Forst ist der Heufurter Kopf mit einer Höhe von 516 m ü. NHN.

### Nachbargemeinden
| Stadt Fladungen |                                |                   |
|                 |                                | Gemeinde Willmars |
|                 | Gemeinde Nordheim vor der Rhön |                   |